# Orde del Fènix (Grècia)
L'Orde del Fènix (grec: Τάγμα του Φοίνικος, transliterat Tagma toy Phoinikos) és un orde grec, establert el 13 de maig de 1926 pel govern republicà de la Segona República Hel·lènica del general Theódoros Pàngalos. Va ser reanomenat Reial Orde del Fènix després del restabliment de la monarquia el 1936 i va tornar al nom original amb la Tercera República.
És atorgada a ciutadans grecs o estrangers que s'hagin destacat als camps de l'administració pública, la ciència, les arts i lletres, el comerç, la indústria, navegació i mèrits militars.
Se situa entre l'Orde d'Honor i l'Orde de la Beneficència.

## Història
Va ser instituïda originalment com un orde republicà per a estrangers per reemplaçar el Reial Orde de Jordi I, amb el Fènix simbolitzant el renaixement de l'hel·lenisme amb l'establiment de la República Grega.
Després el restabliment de la monarquia el 18 de gener de 1936 es reanomenà Reial Orde del Fènix.
El 1941, després de l'esclat de la II Guerra Mundial s'establí una divisió militar de l'orde, per a honrar accions de valentia en temps de guerra.
El 7 de setembre de 1973, després de la proclamació de la Tercera República, tornà a denominar-se l'Orde del Fènix i s'en eliminà la corona.

## Classes
Està dividida en 5 classes: 
- Gran Creu ('Μεγαλόσταυρος'): llueix la insígnia en banda i l'estrella
- Gran Comandant ('Ανώτερος Ταξιάρχης'): llueix la insígnia penjant del coll amb l'estrella
- Comandant ('Ταξιάρχης'): llueix la insígnia penjant del coll
- Oficial o Creu d'Or de Cavaller ('Χρυσούς Σταυρός'): llueix la insígnia penjant d'un galó sobre el pit
- Membre o Creu de Plata de Cavaller ('Αργυρούς Σταυρός'): llueix la insígnia en plata penjant d'un galó sobre el pit.

## Disseny
La insígnia de l'orde és una "creu pattée" esmaltada en blanc en or (la de la 5a classe és en argent), amb el Fènix alçant-se de les cendres (simbolitzant el renaixement de la nació hel·lènica) al centre. Al braç superior de la creu hi ha una estrella de cinc puntes. A la primera versió de l'Orde (1926-1935) hi havia les lletres "E-T-T-A en caràcters bizantins a cadascun dels braços de la creu, sent les inicials del lema de l'orde Εκ της τέφρας μου αναγεννώμαι (De les meves cendres reneixo). Durant la monarquia (1935-1974), les lletres es van retirar i la insígnia lluïa una corona a la part superior, amb el monograma del monarca regnant al revers.
Des de 1975 se n'ha retirat la corona, i al revers apareix l'escut de Grècia amb la inscripció ΕΛΛΗΝΙΚΗ ΔΗΜΟΚΡΑΤΙΑ (democràcia grega)
L'estrella és de 8 puntes argentada, amb el fènix en or al centre. El galó és taronja amb una franja negra als costats. La divisió militar llueix espases creuades.